# Сговіо Томас Йосипович
Томас Йосипович Сговіо (7 жовтня 1916, Баффало — 3 липня 1997, Меса) — американський художник, екскомуніст і колишній ув'язнений ГУЛАГУ та колимських концтаборів, де провів 16 років. Його батько був італійським американцем та комуністом, депортованим владою США до СРСР через його політичну діяльність.

## Біографія
Народився в Бафалло (Нью-Йорк) 7 жовтня 1916 року.
Сговіо переїхав до СРСР у 19-річному віці з батьком Джозефом, «… якого Сполучені Штати депортували як комуністичного агітатора в 1935 році». Після прибуття в СРСР він відмовився від свого американського паспорта. Томас хотів продовжити свою художню освіту, але його не прийняли в жодну з художніх шкіл Москви. Працював художником в журнально-газетному об'єднанні. У 1937 році був заарештований батько Томаса. Після трьох років сам Томас розчарувався у житті в Москві та намагався повернути свій паспорт у посольстві США, але був заарештований НКВС 12 березня 1938 року, коли він вийшов з посольства. Після його арешту його спочатку доставили до московської тюрми на Луб'янці, а пізніше перевезли до в'язниці на Таганці.
Після звичайного формального дізнання Трійка НКВС засудила його до п'яти років примусової праці як «соціально небезпечного елемента».. Декілька років потому Сговіо намагався домогтися перегляду своєї справи, але прокурор, який розглянув апеляцію, прийшов до висновку, що немає ніяких підстав для перегляду його справи.
Сговіо був відправлений в ешелоні з іншими ув'язненими до Владивостока. Сговіо писав: «Наш поїзд виїхав з Москви ввечері 24 червня. Це було початком подорожі в східному напрямку, яка мала тривати з місяць. Я ніколи не забуду цієї миті. Сімдесят чоловіків… ридали». З Владивостоку він був етапований на борту судна «Индігірка» до колимських концтаборів.
У той час в таборах угруповання професійних злочинців мешкали разом з іншими ув'язненими, включаючи політичних, і панували над ними. Татуювання різних типів були однією з характерних ознак професійних злочинців. Сговіо як професійний художник став важливою ланкою татуювального бізнесу в таборі. Деякий час Сговіо був також особистим ординарцем старшого охоронця в таборі. В інший час він був членом бригади на лісоповалі. Під час Другої світової війни Сговіо дізнався про конфлікт в Тихому океані зі старих газет, в які виявилися загорнуті деталі машин, надіслані до СРСР за програмою американської допомоги Ленд-ліз та передані до ГУЛАГу Він був очевидцем, а пізніше ще й описав смертельний голод і загибель незліченних ув'язнених, жертв радянського ГУЛАГу.
По закінченню терміну ув'язнення він був затриманий на Колимі до 1946 року, потім переїхав в Александров. У 1948 році він був повторно заарештований і засланий на довічне поселення в Красноярський край у Богучанський район. Працював на лісоповалі, в колгоспі, в 1954 році став контролером кінотеатру, в тому ж році був звільнений із заслання, але мав залишитись у СРСР з «тавром» як колишній засуджений Після реабілітації в 1956 році він виїхав до Москви, де працював художником. Зрештою, тільки в 1960 році йому було дозволено повернутися в Сполучені Штати.
Він описав свій досвід та життя таборів у своїх мемуарах, які назвав «Люба Америка! Чому я відвернувся проти комунізму» (Dear America! Why I Turned Against Communism), опублікованих у 1972 році.
Про його долю також розповідається в книжці Тіма Цуліадіса «Покинуті. Американська трагедія в Сталінській Росії».
Олександр Солженіцин чотири рази посилається на спогади Сговіо в «Архіпелазі ГУЛАГ» і включив його в список свідків «архіпелагу ГУЛАГ», досвід і матеріали яких лягли в основу книги.
Томас Сговіо помер 3 липня 1997 року в Месі, штат Аризона. Після нього залишилась дружина, два сини та донька.